# Corinne Imlig
Corinne Imlig, née le 7 septembre 1979 à Schwytz, est une skieuse alpine suisse qui a mis fin à sa carrière sportive à la fin de la saison 2003. Le 5 mars 2000, elle remporte la descente de Lenzerheide, alors qu'elle avait au mieux réalisé une 20e place dans cette discipline.

## Palmarès

### Coupe du monde
- Meilleur classement général : 61e en 2000 et 2001.
- 1 victoire en course (en descente).

#### Victoire
- 2000 :
  - Descente : 1 victoire Lenzerheide  Suisse)

État au 4 février 2008